# Жеруха гірка
{{#ifeq:0|0|{{#if:Cardamine amara|{{#if:|[[]}}|[[]]}}}}
Жеруха гірка (Cardamine amara) — вид рослин з родини капустяних (Brassicaceae), поширений у Європі й західній Азії.

## Опис
Багаторічна трав'яниста рослина 20–50 см заввишки; має столони. Стебло малорозгалужене, щетинисте, гладке, порожнисте. Прикоренева розетка відсутня; стеблові листи чергові, базальні листки довго-черешковаі, верхні стеблові листя майже без черешків. Листки перисті, з 2–5 парами листочків; листочки яскраво-зелені, гладкі. Суцвіття — китиця, яка подовжується на стадії плодоношення. Квітка радіально симетрична, пелюсток 4, чашолистків 4, тичинок зазвичай 6, з яких 4 довгі й 2 короткі, пиляки темно-пурпурові. Пелюстки білі, 6–9 мм завдовжки. Стручки на плодоніжках прямостійні, 2–4 см завдовжки, багатонасінні, стрункі, плоскі, з тонким шилоподібним носиком, 1–3 мм завдовжки.

## Поширення
Поширений у Європі, Казахстані, Туреччині, зх. Сибіру. C. amara зазвичай росте на берегах річок і струмків, в болотах і вологих пасовищах, а також у покинутих каналах, часто пов'язаних з лісовими масивами.
В Україні вид зростає на болотах, вологих луках, берегах річок і озер, у вільшняках — у Закарпатській обл., Карпатах, Передкарпатті, Полісся і пн. ч. Лісостепу, звичайний; у Степу, тільки в долинах річок.

## Використання
C. amara — їстівна рослина, але це, здається, не широко практикується.
Для поліпшення травлення, лікування анемії, як сечогінний, кровоочисний і стимулюючий засіб використовують свіжий сік або салат з молодого листя рослини. У листі містяться глікозид кохлеарин, гіркі речовини, ефірна олія та аскорбінова кислота.

## Галерея

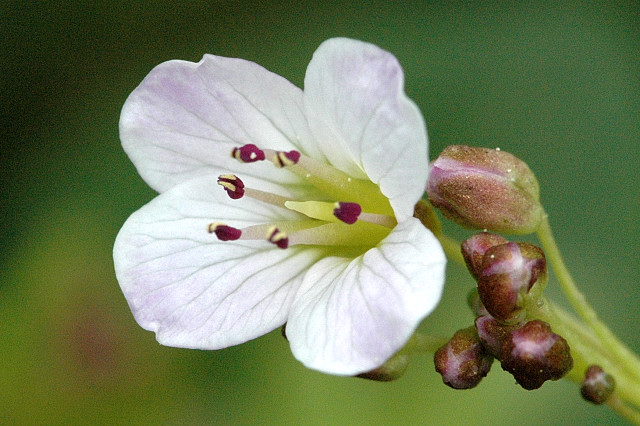
квітка
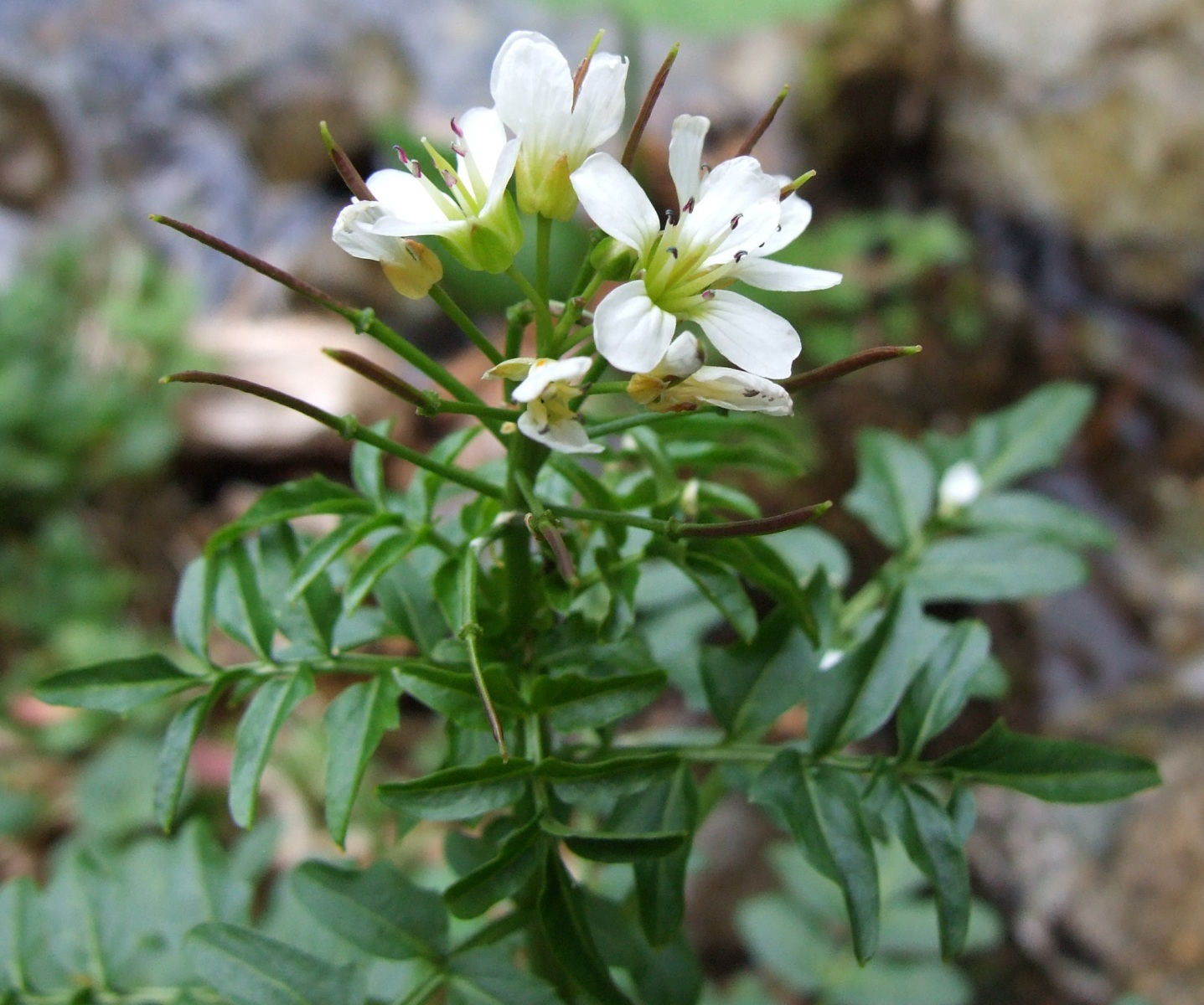
плоди
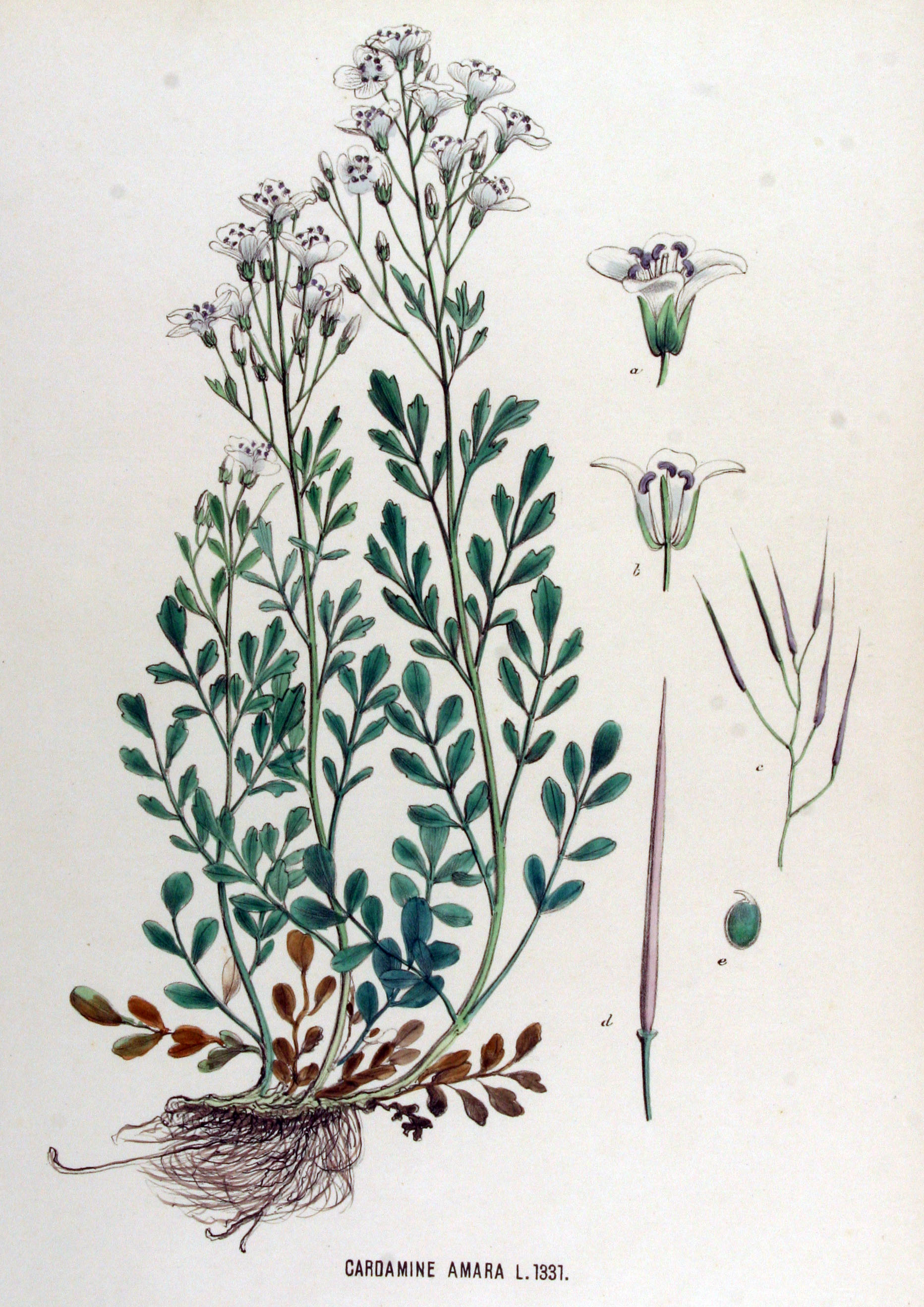
ілюстрація